# Lancaster Gordon
Lancaster Gordon (Jackson, 24 giugno 1962) è un ex cestista statunitense, professionista nella NBA.

## Carriera
È stato selezionato dai Los Angeles Clippers al primo giro del Draft NBA 1984 (8ª scelta assoluta).

## Statistiche

### College
| Anno     | Squadra              | PG  | PT  | MP   | TC%  | 3P% | TL%  | RP  | AP  | PRP | SP  | PP   |
| -------- | -------------------- | --- | --- | ---- | ---- | --- | ---- | --- | --- | --- | --- | ---- |
| 1980-81  | Louisville Cardinals | 30  | -   | 21,0 | 46,6 | -   | 69,6 | 2,5 | 1,8 | 0,9 | 0,2 | 8,6  |
| 1981-82  | Louisville Cardinals | 33  | 33  | 29,0 | 49,2 | -   | 74,6 | 2,3 | 2,9 | 1,3 | 0,2 | 10,6 |
| 1982-83  | Louisville Cardinals | 36  | 36  | 32,3 | 52,0 | -   | 76,8 | 3,3 | 2,8 | 1,7 | 0,4 | 13,7 |
| 1983-84  | Louisville Cardinals | 35  | 34  | 33,6 | 51,9 | -   | 76,6 | 3,5 | 3,3 | 1,7 | 0,4 | 14,7 |
| Carriera | Carriera             | 134 | 103 | 29,3 | 50,4 | -   | 75,1 | 2,9 | 2,7 | 1,4 | 0,3 | 12,0 |

### NBA

#### Regular season
| Anno     | Squadra       | PG  | PT | MP   | TC%  | 3P%  | TL%  | RP  | AP  | PRP | SP  | PP  |
| -------- | ------------- | --- | -- | ---- | ---- | ---- | ---- | --- | --- | --- | --- | --- |
| 1984-85  | L.A. Clippers | 63  | 1  | 10,8 | 38,3 | 22,2 | 75,5 | 1,0 | 1,4 | 0,5 | 0,1 | 4,1 |
| 1985-86  | L.A. Clippers | 60  | 1  | 11,7 | 37,7 | 25,0 | 80,4 | 1,1 | 1,0 | 0,6 | 0,2 | 5,2 |
| 1986-87  | L.A. Clippers | 70  | 4  | 16,1 | 40,6 | 29,2 | 73,7 | 1,8 | 2,0 | 0,9 | 0,2 | 7,5 |
| 1987-88  | L.A. Clippers | 8   | 0  | 8,1  | 35,5 | -    | 100  | 0,5 | 0,9 | 0,1 | 0,3 | 3,5 |
| Carriera | Carriera      | 201 | 6  | 12,8 | 39,1 | 27,1 | 76,7 | 1,3 | 1,5 | 0,6 | 0,2 | 5,6 |